# Котяча м'ята

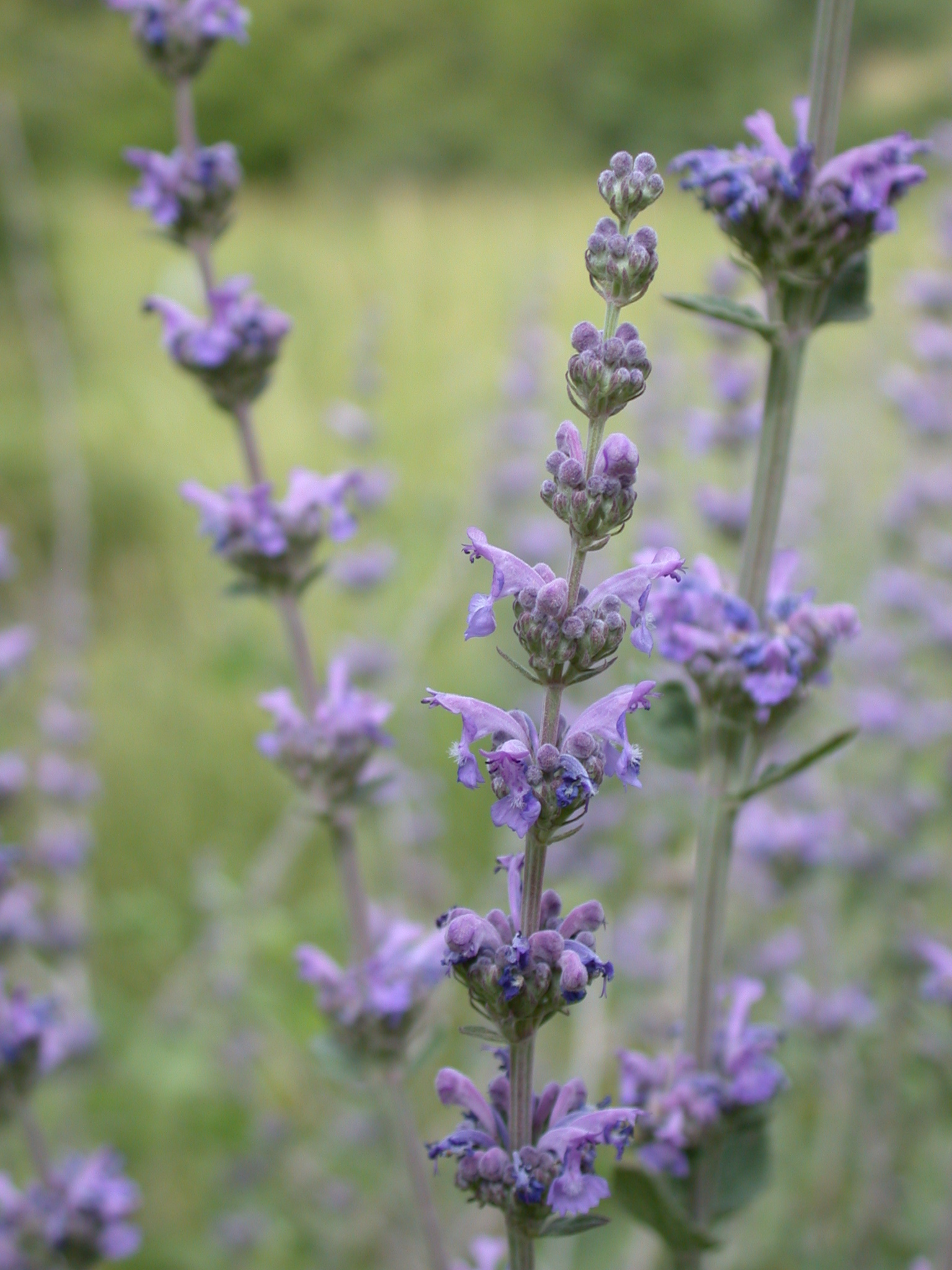
Nepeta curviflora

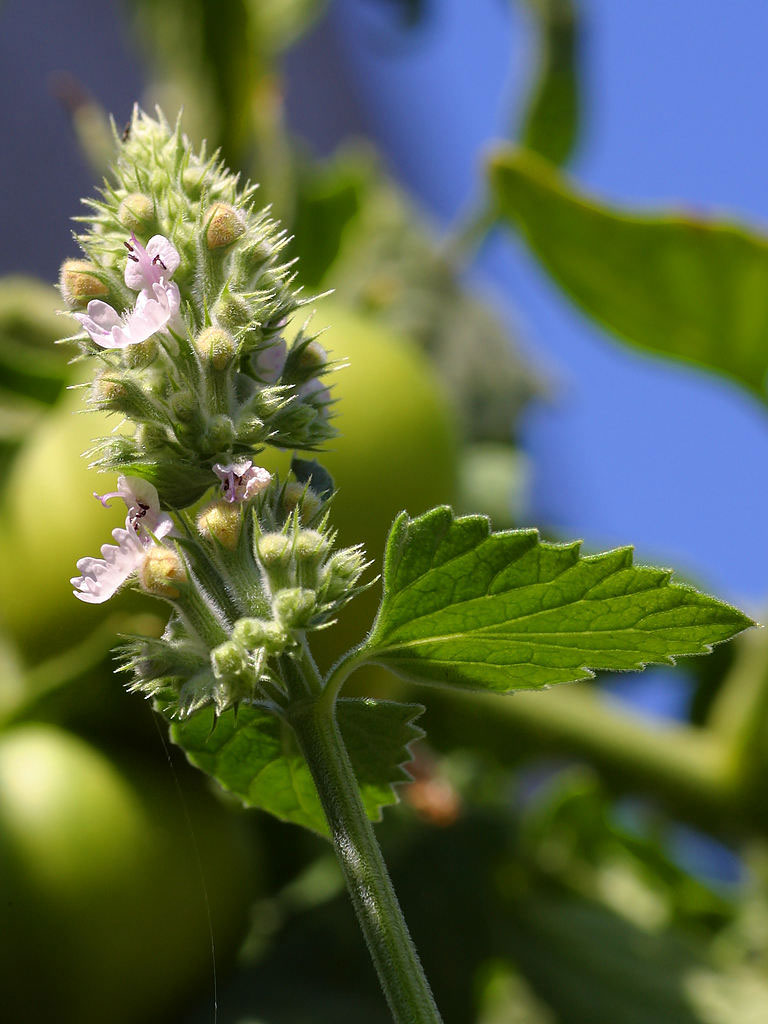
Nepeta cataria

Котяча м'ята (лат. Népeta) — рід трав'янистих рослин родини глухокропивові (Lamiaceae). Більшість видів росте у Європі, Азії і Африці, деякі види зустрічаються у Північній Америці.

## Ботанічний опис
Більшість видів — трав'янисті багаторічні рослини, деякі — однорічні.
Стебла прямостоячі.
Листки від зелених до сірувато-зелених.
Квітки зазвичай не більше 10 мм довжини, білі або сині, рідше рожеві або бузкові.
Плоди — горішки, довгасто-яйцеподібної, еліптичної, яйцеподібної або обернено яйцеподібної форми. Поверхня горішків може бути злегка ребристою, гладкою або бородавчастою.

## Господарське значення та використання
Котяча м'ята справжня та котяча м'ята гола — першокласні медоноси.
Котячу м'яту справжню вирощують, як пряну рослину з ароматом герані, троянди та лимона: свіже листя котячої м'яти кладуть у салати, сухе листя та суцвіття — у м'ясні та рибні страви, додають у соуси, в чай та оцет для аромату.
Використовується у народній медицині.
Деякі види вирощуються як декоративні рослини.

### Види
Рід налічує близько 250 видів, деякі з них:
| - Nepeta bucharica Lipsky — Котяча м'ята бухарська - Nepeta camphorata Lipsky - Nepeta cataria L. типовий — Котяча м'ята справжня - Nepeta congesta Fisch. & C.A.Mey. - Nepeta curviflora Boiss. - Nepeta cyanea Steven - Nepeta discolor Royle ex Benth. - Nepeta erecta (Royle ex Benth.) Benth. - Nepeta ×faassenii — Котяча м'ята Фассена - Nepeta floccosa Benth. - Nepeta grandiflora — Котяча м'ята великоквіткова - Nepeta hindostana (Roth) Haines - Nepeta italica — Котяча м'ята італійська - Nepeta ispahanica Boiss. — Котяча м'ята ісфаганська - Nepeta kokanica Regel — Котяча м'ята кокандська - Nepeta kopetdaghensis Pojark. | - Nepeta laevigata (D.Don) Hand.-Mazz. - Nepeta multifida L. - Nepeta mussinii Spreng. — Котяча м'ята Мусіна - Nepeta nervosa — Котяча м'ята жильчата - Nepeta nepetella L. - Nepeta nuda — Котяча м'ята гола - Nepeta pamirica — Котяча м'ята памірська - Nepeta pannonica L. — Котяча м'ята угорська - Nepeta parviflora Bieb. — Котяча м'ята дрібноквіткова - Nepeta racemosa Lam. - Nepeta raphanorhiza Benth. - Nepeta reichenbachiana — Котяча м'ята Рейхенбаха - Nepeta sibirica L. — Котяча м'ята сибірська - Nepeta subsessilis Maxim. - Nepeta tenuifolia Benth. - Nepeta transcaucasica Grossch. — Котяча м'ята закавказька |